# Liste des titres musicaux numéro un en Allemagne en 1991
Cette page liste les titres numéro un dans les meilleures ventes de disques en Allemagne pour l'année 1991 selon Media Control Charts.
Les classements sont issus des 100 meilleures ventes de singles et des 100 meilleures ventes d'albums. Ils se déroulent du vendredi au jeudi, et sont publiés le mardi par l'industrie musicale allemande.

## Classement des singles
| №  | Date         | Artiste                                      | Titre                             |
| -- | ------------ | -------------------------------------------- | --------------------------------- |
| 1  | 4 janvier    | Enigma                                       | Sadeness (Part I)                 |
| 2  | 11 janvier   | Enigma                                       | Sadeness (Part I)                 |
| 3  | 18 janvier   | Enigma                                       | Sadeness (Part I)                 |
| 4  | 25 janvier   | Torfrock                                     | Beinhart                          |
| 5  | 1er février  | Torfrock                                     | Beinhart                          |
| 6  | 8 février    | Torfrock                                     | Beinhart                          |
| 7  | 15 février   | Torfrock                                     | Beinhart                          |
| 8  | 22 février   | Torfrock                                     | Beinhart                          |
| 9  | 1er mars     | C+C Music Factory featuring Freedom Williams | Gonna Make You Sweat              |
| 10 | 8 mars       | C+C Music Factory featuring Freedom Williams | Gonna Make You Sweat              |
| 11 | 15 mars      | C+C Music Factory featuring Freedom Williams | Gonna Make You Sweat              |
| 12 | 22 mars      | C+C Music Factory featuring Freedom Williams | Gonna Make You Sweat              |
| 13 | 29 mars      | C+C Music Factory featuring Freedom Williams | Gonna Make You Sweat              |
| 14 | 5 avril      | Roxette                                      | Joyride                           |
| 15 | 12 avril     | Roxette                                      | Joyride                           |
| 16 | 19 avril     | Roxette                                      | Joyride                           |
| 17 | 26 avril     | Roxette                                      | Joyride                           |
| 18 | 3 mai        | Roxette                                      | Joyride                           |
| 19 | 10 mai       | Roxette                                      | Joyride                           |
| 20 | 17 mai       | Roxette                                      | Joyride                           |
| 21 | 24 mai       | Roxette                                      | Joyride                           |
| 22 | 31 mai       | Scorpions                                    | Wind of Change                    |
| 23 | 7 juin       | Scorpions                                    | Wind of Change                    |
| 24 | 14 juin      | Scorpions                                    | Wind of Change                    |
| 25 | 21 juin      | Scorpions                                    | Wind of Change                    |
| 26 | 28 juin      | Scorpions                                    | Wind of Change                    |
| 27 | 5 juillet    | Scorpions                                    | Wind of Change                    |
| 28 | 12 juillet   | Scorpions                                    | Wind of Change                    |
| 29 | 19 juillet   | Scorpions                                    | Wind of Change                    |
| 30 | 26 juillet   | Scorpions                                    | Wind of Change                    |
| 31 | 2 août       | Scorpions                                    | Wind of Change                    |
| 32 | 9 août       | Scorpions                                    | Wind of Change                    |
| 33 | 16 août      | Kate Yanai                                   | Summer Dreaming (Bacardi Feeling) |
| 34 | 23 août      | Kate Yanai                                   | Summer Dreaming (Bacardi Feeling) |
| 35 | 30 août      | Kate Yanai                                   | Summer Dreaming (Bacardi Feeling) |
| 36 | 6 septembre  | Kate Yanai                                   | Summer Dreaming (Bacardi Feeling) |
| 37 | 13 septembre | Kate Yanai                                   | Summer Dreaming (Bacardi Feeling) |
| 38 | 20 septembre | Kate Yanai                                   | Summer Dreaming (Bacardi Feeling) |
| 39 | 27 septembre | Kate Yanai                                   | Summer Dreaming (Bacardi Feeling) |
| 40 | 4 octobre    | Kate Yanai                                   | Summer Dreaming (Bacardi Feeling) |
| 41 | 11 octobre   | Bryan Adams                                  | (Everything I Do) I Do It for You |
| 42 | 18 octobre   | Bryan Adams                                  | (Everything I Do) I Do It for You |
| 43 | 25 octobre   | Bryan Adams                                  | (Everything I Do) I Do It for You |
| 44 | 1er novembre | Bryan Adams                                  | (Everything I Do) I Do It for You |
| 45 | 8 novembre   | Bryan Adams                                  | (Everything I Do) I Do It for You |
| 46 | 15 novembre  | Salt'n'Pepa                                  | Let's Talk About Sex              |
| 47 | 22 novembre  | Salt'n'Pepa                                  | Let's Talk About Sex              |
| 48 | 29 novembre  | Salt'n'Pepa                                  | Let's Talk About Sex              |
| 19 | 6 décembre   | Salt'n'Pepa                                  | Let's Talk About Sex              |
| 50 | 13 décembre  | Salt'n'Pepa                                  | Let's Talk About Sex              |
| 51 | 19 décembre  | Salt'n'Pepa                                  | Let's Talk About Sex              |
| 52 | 26 décembre  | Salt'n'Pepa                                  | Let's Talk About Sex              |

## Classement des albums
| №  | Date         | Artiste      | Titre                    |
| -- | ------------ | ------------ | ------------------------ |
| 1  | 4 janvier    | Phil Collins | Serious Hits… Live!      |
| 2  | 11 janvier   | Phil Collins | Serious Hits… Live!      |
| 3  | 18 janvier   | Phil Collins | Serious Hits… Live!      |
| 4  | 25 janvier   | Phil Collins | Serious Hits… Live!      |
| 5  | 1er février  | Sting        | The Soul Cages           |
| 6  | 8 février    | Sting        | The Soul Cages           |
| 7  | 15 février   | Sting        | The Soul Cages           |
| 8  | 22 février   | Queen        | Innuendo                 |
| 9  | 1er mars     | Queen        | Innuendo                 |
| 10 | 8 mars       | Queen        | Innuendo                 |
| 11 | 15 mars      | Queen        | Innuendo                 |
| 12 | 22 mars      | Queen        | Innuendo                 |
| 13 | 29 mars      | Queen        | Innuendo                 |
| 14 | 5 avril      | Chris Rea    | Auberge                  |
| 15 | 12 avril     | Eurythmics   | Greatest Hits            |
| 16 | 19 avril     | Roxette      | Joyride                  |
| 17 | 26 avril     | Roxette      | Joyride                  |
| 18 | 3 mai        | Roxette      | Joyride                  |
| 19 | 10 mai       | Roxette      | Joyride                  |
| 20 | 17 mai       | Roxette      | Joyride                  |
| 21 | 24 mai       | Roxette      | Joyride                  |
| 22 | 31 mai       | Roxette      | Joyride                  |
| 23 | 7 juin       | Roxette      | Joyride                  |
| 24 | 14 juin      | Roxette      | Joyride                  |
| 25 | 21 juin      | Roxette      | Joyride                  |
| 26 | 28 juin      | Roxette      | Joyride                  |
| 27 | 5 juillet    | Roxette      | Joyride                  |
| 28 | 12 juillet   | Roxette      | Joyride                  |
| 29 | 19 juillet   | Scorpions    | Crazy World              |
| 30 | 26 juillet   | Scorpions    | Crazy World              |
| 31 | 2 août       | Scorpions    | Crazy World              |
| 32 | 9 août       | Scorpions    | Crazy World              |
| 33 | 16 août      | Scorpions    | Crazy World              |
| 34 | 23 août      | Scorpions    | Crazy World              |
| 35 | 30 août      | Scorpions    | Crazy World              |
| 36 | 6 septembre  | Metallica    | Metallica                |
| 37 | 13 septembre | Metallica    | Metallica                |
| 38 | 20 septembre | Dire Straits | On Every Street          |
| 39 | 27 septembre | Dire Straits | On Every Street          |
| 40 | 4 octobre    | Dire Straits | On Every Street          |
| 41 | 11 octobre   | Dire Straits | On Every Street          |
| 42 | 18 octobre   | Bryan Adams  | Waking Up the Neighbours |
| 43 | 25 octobre   | Bryan Adams  | Waking Up the Neighbours |
| 44 | 1er novembre | Bryan Adams  | Waking Up the Neighbours |
| 45 | 8 novembre   | Bryan Adams  | Waking Up the Neighbours |
| 46 | 15 novembre  | Bryan Adams  | Waking Up the Neighbours |
| 47 | 22 novembre  | Genesis      | We Can't Dance           |
| 48 | 29 novembre  | Genesis      | We Can't Dance           |
| 19 | 6 décembre   | Genesis      | We Can't Dance           |
| 50 | 13 décembre  | Genesis      | We Can't Dance           |
| 51 | 19 décembre  | Genesis      | We Can't Dance           |
| 52 | 26 décembre  | Genesis      | We Can't Dance           |

## Hit-Parade de l'année
| Singles | Albums                                                                                  |
| --- | --------------------------------------------------------------------------------------- |
| 1. Scorpions: Wind of Change 2. Bryan Adams: (Everything I Do) I Do It for You 3. Roxette: Joyride 4. Kate Yanai: Bacardi Feeling (Summer Dreamin') 5. Diether Krebs (de) - Ich bin der Martin, ne 6. Cher - The Shoop Shoop Song (It's in His Kiss) 7. Zucchero & Paul Young - Senza Una Donna (Without a Woman) 8. C+C Music Factory - Gonna Make You Sweat (Everybody Dance Now) 9. Dr. Alban feat. Leila K - Hello Afrika 10. Seal - Crazy 11. Torfrock - Beinhart 12. Bee Gees - Secret Love 13. Crystal Waters - Gypsy Woman (She's Homeless) 14. Dr. Alban - No Coke 15. Jesus Loves You (en) - Bow Down Mister 16. Rod Stewart - Rhythm Of My Heart 17. Guns N' Roses - You Could Be Mine 18. The KLF - 3 a.m. Eternal 19. Salt'n'Pepa - Let's Talk About Sex 20. Heavy D & the Boyz - Now That We Found Love | 1. Scorpions - Crazy World 2. Roxette - Joyride 3. Phil Collins - Serious Hits... Live! |